# Domitrovec
Domitrovec – wieś w Chorwacji, w żupanii varażdińskiej, w gminie Vidovec. W 2011 roku liczyła 272 mieszkańców.